# Memorijal Ivana Ivančića
Memorijal Ivana Ivančića naziv je za atletsko natjecanje u bacanju kugle, koje se u sklopu Hanžekovićeva memorijala održava večer ranije na fontanama u Ulici Hrvatske bratske zajednice u Zagrebu od 2015. godine. Bacanje kugle je 2014. godine održano prvi puta na fontanama, u čast hrvatskog atletičara Ivana Ivančića, bacača kugle i trenera hrvatskih i svjetskih atletičarskih prvaka (Sandre Perković, Ivane Brkljačić, Edisa Elkasevića), koji je preminuo 2014., od sljedeće godine ovo natjecanje nosi naziv "Memorijal Ivana Ivančića".

## 2016. godina
Pobjednik je bio Amerikanac Ryan Crouser, s novim rekordom mitinga od 22,28 metara.

## 2018. godina
Ryan Crouser je pobijedio hitcem od 22,09 metara, Hrvat Stipe Žunić bio je osmi s bačenih 20 metara.
- Dok su se atletičari zagrijavali, održano je humanitarno natjecanje u bacanje kugle u organizaciji hrvatskog Caritasa
- Mjerenje Crouserovog pobjedničkog bacanja
- Stipe Žunić, priprema za posljednji izbačaj
- Stipe Žunić nakon šeste, posljednje serije, s ukupno najduljim hitcem od 20 metara
- Osvajači medalja, Amerikanac Ryan Crouser, Novozelanđanin T.Walsh i Nijemac D.Storl

## Vanjske poveznice
- Službena stranica